# Mizrahi
Mizrahi, ili mizrahìm (hebr. misrach, "istok", "orijent"), ili adot hamizrah (zajednica Istoka) su Židovi iz arapskih država (Irak, Maroko, Tunis, Libija, Egipat, Sirija, Jemen itd.) nekad nazivani i kao orijentalni Židovi. Među adot hamizrah ubrajaju se također Židovi iz Irana, Kurdi, Židovi s planina, iz Bagdada, Indije i iz Buhare.
Orijentalni Židovi smatraju svoje vjerovanje originalnim jer se smatraju potomcima onih Židova koji su preživjeli deportaciju i Babilonsko ropstvo. U njihovu zajednicu pristupa i dio Židova iz dijaspore koji su napustili Izreael kada su Rimljani uništili hram 70. g, kao i Sefardi koje su 1492. protjerali Katolički kraljevi.
S religijskog (ritualnog) stajališta, istočni Židovi danas se prepoznaju u "sefardskom obredu". Ovim obredom u Izraelu upravlja Rishon Letzion, takozvani veliki "sefardski" rabin.
Uporaba pojma orijentalni Židovi, ili  mizrahì , nastala je početkom 1990-ih, kada su ga usvojili izraelski aktivisti koji su pripadali ovoj grani judaizma.

## Jezici
Mizraji zajednice govore dijalekte judeoarapskog (hebrejske inačice različitih arapskih dijalekata), poput magrepsko-arapskog, kojeg su koristili kao drugi jezik. Veliki broj njihovih radova o filozoiji, religiji i literaturi napisan je na arapskom jeziku, koristeći modificirani hebrejski alfabet. Drugi jezici s kojima se Mizrahi poistovjećuju su judeoperzijski, judeogruzijski, buharski, judeoberberski, judeoaramejski, između ostalih.
Aramejski jezik jezik je vrlo blizak hebrejskom i identificira se kao jedan od „židovskih jezika”. Pored toga, ovim je jezikom napisan najveći broj židovskih tekstova (Talmud, Zohar i veliki broj ritualnih molitvi, kao npr. Kadiš). Brojni rabinski tekstovi su napisani na jednoj mješavini hebrejskog i aramejskog. Judeoaramejski je jezik kojim su se služili kurdski Židovi potomci babilonskih Aramejaca. 
Početkom 1950–ih, čini se da se cjelokupna židovska zajednica Kurdistana preselila u Izrael. Židovska zajednica koja je živjela u iračkom Kurdistanu također je emigrirala i na taj način završila židovsku povijest staru stotinama godina u Asiriji i Babilonu. S druge strne brojni su Židovi koji se služe perzijskim jezikom.